# Firmiana sumbawaensis
Firmiana sumbawaensis är en malvaväxtart som beskrevs av André Joseph Guillaume Henri Kostermans. Firmiana sumbawaensis ingår i släktet Firmiana och familjen malvaväxter. Inga underarter finns listade i Catalogue of Life.